# Cmentarz mariawicki w Długiej Kościelnej
Cmentarz mariawicki w Długiej Kościelnej – założony w latach 40. XX wieku, cmentarz Kościoła Katolickiego Mariawitów położony przy ulicy Jana Kochanowskiego, na terenie parafii Przenajświętszego Sakramentu w Długiej Kościelnej.

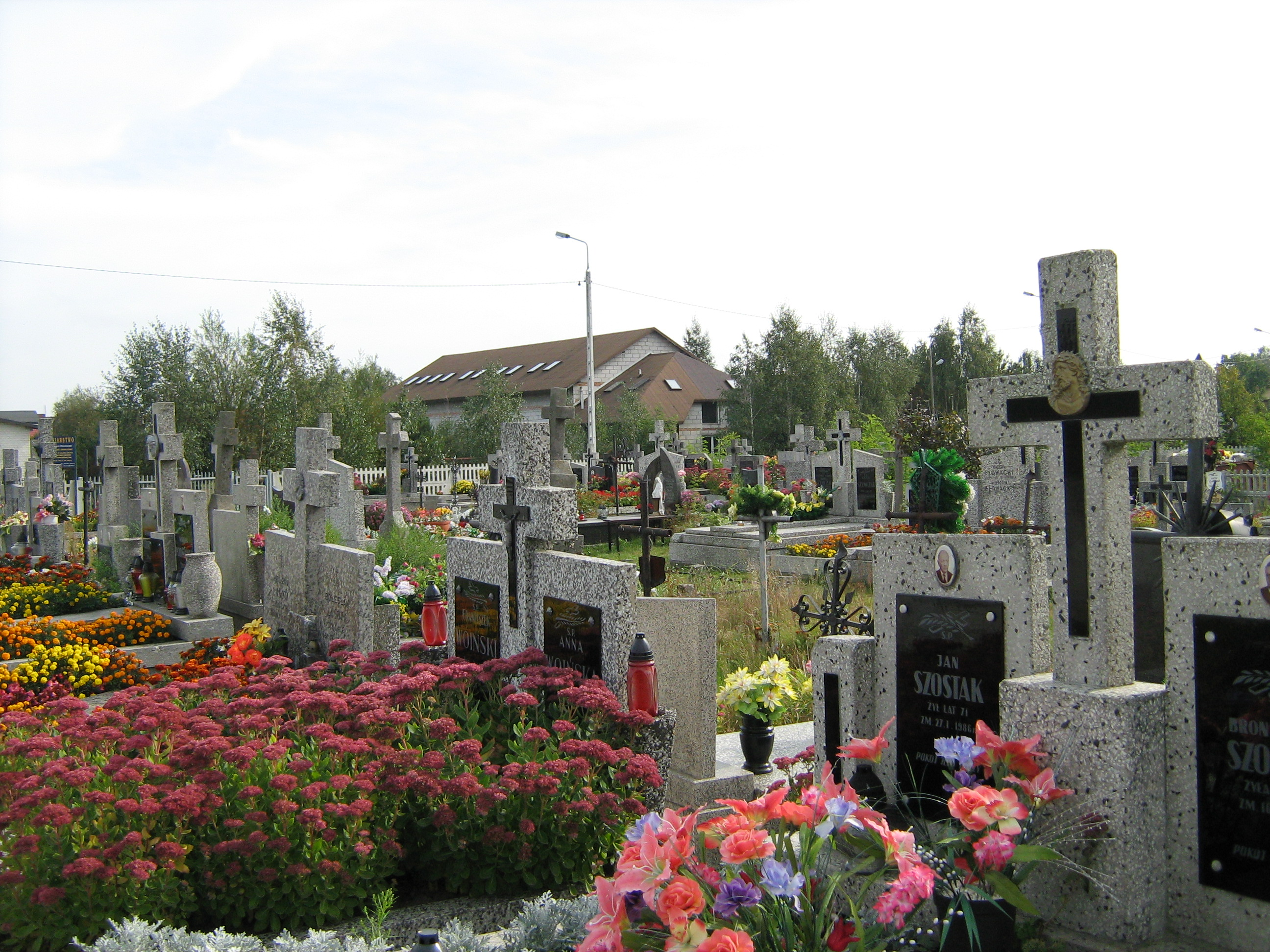
Cmentarne nagrobki

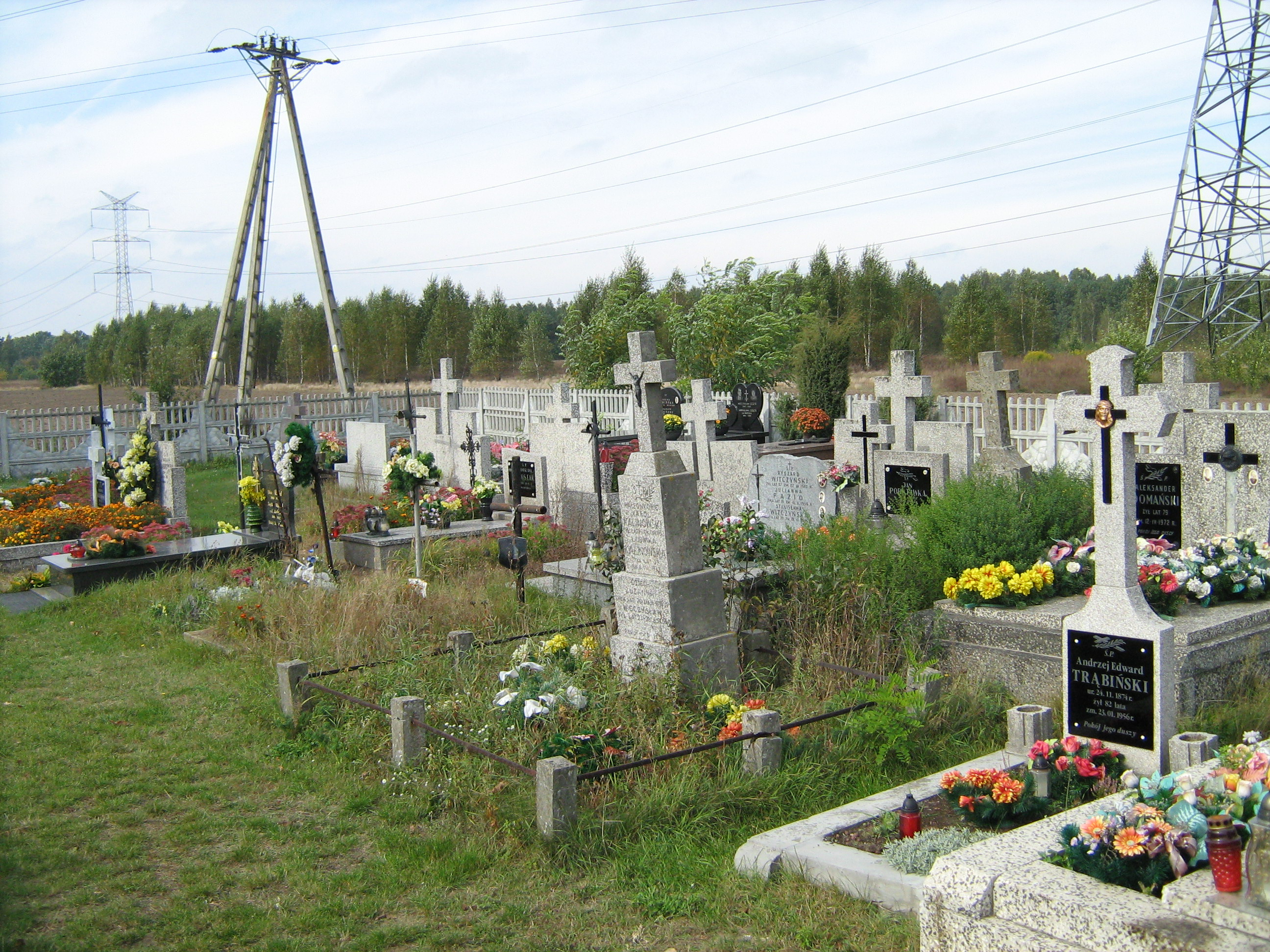
Najstarsza część cmentarza

Cmentarz położony jest w odległości około kilometra od tablicy z nazwą wsi, po lewej stronie szosy, idąc od strony Halinowa. Jest to czynna nekropolia (ostatni pochówek w 2022 r.), na której chowa się wyłącznie przedstawicieli tego wyznania. Powstała ona na pewno po II wojnie światowej, bo na najstarszej, zatartej już płycie można odczytać datę 1946. Nie da się wykluczyć, że niektóre zapadłe groby i skorodowane elementy ozdobne mogły istnieć jeszcze w okresie międzywojennym. Cmentarz jest niewielki, zajmuje teren około 500 metrów kwadratowych i liczy około 100 grobów, podzielonych na nierówne rzędy. 
Na cmentarzu znajdują się pochówki członków mariawickich rodzin o nazwiskach takich jak: Woińscy, Dębscy, Milewscy, Szostakowie, Lorentowie, Paziowie, Przyłubscy, Grzelakowie, Dąbrowscy, Podstawkowie, Szymczakowie i Łabędziowie. Szczególną uwagę przykuwają nagrobki dwóch sióstr:
- s. Marii Joanny Milewskiej (1885–1954) – proboszcz parafii w Długiej Kościelnej,
- s. Janiny Marii Agnety Szymczak (1917–1989) – długoletniej proboszcz parafii w Długiej Kościelnej.

Na cmentarzu spoczywa również kapłan Jan Władysław Maria Szczepan Błaszczak (1929–2009), który ostatnie lata życia spędził w Długiej Kościelnej.
Na podstawie: Krzysztof Biliński, Cmentarz mariawicki w Długiej Kościelnej.